# Palacio de Behistún
El palacio de Behistún, Bisitum, Bisitun o Bisutum (Bisutun; en persa: بیستون) fue un palacio sasánida, hoy en ruinas, ubicado en Bisotun, a 20 kilómetros de Kermanshah, Irán. 
Se encuentra enfrente de la antigua inscripción de Behistún, que habría de desempeñar un papel tan importante en el desciframiento de la escritura cuneiforme, y unos relieves rocosos, al otro lado de la antigua carretera, que corre entre la montaña de Behistún y el lago Behistún. El palacio ha sido considerado durante mucho tiempo, en la tradición persa, como la residencia de la reina Shirin, esposa de Cosroes II, el Sah sasánida de Persia que reinó desde 590 a 628, poco antes de la conquista musulmana de Persia. Esta conexión fue documentada por primera vez, en registros que nos han llegado, por los primeros geógrafos islámicos, y se elaboró en varias historias y mitos posteriores, ya que la Shirin novelada se convirtió en una importante heroína de la literatura persa posterior, como el Shahnameh.
El palacio está incluido como Patrimonio de la Humanidad de la UNESCO con la denominación de Behistún.